# Cruiser Tank Mk III
Der Cruiser Tank Mk III (A13), auch bekannt als A13 Mark I (kurz A13 Mk I), war ein britischer Panzer der Cruiser-Tank-Klasse des Zweiten Weltkrieges. Er war der erste britische Kreuzerpanzer, der ein Christie-Laufwerk mit großen Laufrädern verwendete, was eine höhere Geschwindigkeit und bessere Geländegängigkeit gegenüber den vorherigen Modellen ermöglichte.

## Hintergrund
Die Entwicklung britischer Kreuzerpanzer begann Mitte der 1930er Jahre mit dem Cruiser Mk I und dem etwas schwereren Cruiser Mk II. Als 1936 die ersten Prototypen auf den Markt kamen, wurde General Giffard LeQuesne Martel stellvertretender Direktor für Mechanisierung im Kriegsministerium. Martel war ein Pionier der Panzerkonstruktion, veröffentlichte Werke über gepanzerte Kriegsführung und er entwickelte die leicht gepanzerte „Tankette“, um der Infanterie auf dem Gefechtsfeld zu Mobilität zu verhelfen.
Noch im Jahr 1936 nahm General Martel an einer Vorführung sowjetischer Panzerkonstruktionen teil, darunter der BT-Panzer, der maßgeblich von der Arbeit des Amerikaners John Walter Christie beeinflusst worden war. Beeindruckt von der Geschwindigkeit des BT-5 drängte Martel darauf, die Christie-Federung in Großbritannien einzusetzen und Christies Konzept folgend leichte Flugmotoren, wie den Liberty L-12, für diesen Panzertypen zu verwenden. Die Regierung genehmigte den Kauf und die Lizenzierung einer Christie-Konstruktion über die Nuffield Organisation, anstatt sich alternativ wegen eines BT-5-Exemplars an die sowjetischen Behörden zu wenden.

## Entwicklung
Die britische Armee kaufte ein Christie-Fahrzeug in den Vereinigten Staaten. Bei dem beschafften Fahrzeug scheint es sich bei genauer Betrachtung der Fotos nicht um ein Christie M1931 in der Ausführung Combat Car T1 mit MG-Bewaffnung zu handeln, sondern um einen Convertible Medium Tank T3 mit einer Kanonenbewaffnung, da die US-Armee um 1934 beschlossen hatte, dieses Modell umzubauen. Warum dieses noch vorhandene Exemplar nach Großbritannien geschickt wurde, ist nicht bekannt. Möglicherweise handelte es sich um das einzige verfügbare Exemplar, das in aller Eile in einen betriebsbereiten Zustand versetzt wurde, allerdings ohne den Turm. Bei seiner Ankunft erhielt er die Nummer T2086 des britischen Kriegsministeriums, das Straßenzulassungskennzeichen BMX841 und die Versuchsnummer 958 des Mechanical Experimentation Establishment. Nach der Erprobung wurde er an Morris Commercial Cars Ltd, Birmingham, geschickt und zu Studienzwecken demontiert. Lord Nuffield (Chef der Morris-Gesellschaft) hatte bereits zugestimmt, die Patentrechte zu kaufen, die es seiner Firma erlauben würden, daraus einen Entwurf zu erstellen, der die Grundlage für den Cruiser Tank Mk III (A13) werden sollte. Hierbei wurde der Entwurf umfassend überarbeitet, größer skaliert und mehrere kritische Punkte, die Christie nicht optimal gelöst hatte, behoben. Für die Entwicklung und Produktion der Konstruktion wurde eine neue Firma, die Nuffield Mechanization and Aero, gegründet.
Auf einer Sitzung des Generalstabs wurde eine offizielle Spezifikation festgelegt, die eine 30 mm starke Panzerung, eine 2-Pfünder-Kanone (40 mm) und eine Höchstgeschwindigkeit von 40 km/h auf der Straße forderte.
Bei einer späteren Überarbeitung der Spezifikation durch General Martel und Percy Hobart wurde die 30-mm-Panzerung rundum genehmigt, sofern die Geschwindigkeit im Gelände bei 25 km/h gehalten werden konnte. Da es bis zur Auslieferung des A13 noch dauerte, wurde für die Ausrüstung der britischen Panzertruppe ein Zwischenentwurf genehmigt. Dieser sollte aus den Entwürfen A7, A9 und A10 ausgewählt werden, wobei der A9 dann gebaut wurde. Die Aufträge für die Interimslösung Cruiser Tank Mk I waren auf den Zeitraum bis zur Verfügbarkeit des Modell A13 befristet.

## Produktion
Der erste Prototyp (A13E1) wurde im Oktober 1937 ausgeliefert. Nach der Erprobung von zwei Prototypen wurde der A13 für die Produktion genehmigt. Ursprünglich waren 50 Panzer in Auftrag gegeben worden; bis Mitte 1939 wurden 65 Stück gebaut. Die Auslieferungen begannen im Dezember 1938 und endeten Mitte 1939 unter der Armeebezeichnung Tank, Cruiser, Mk. III. Die Pläne für eine überarbeitete Version hatten bereits begonnen und führten zum Cruiser Mk IV. Die einzige Variante, die entwickelt wurde, war die Version „Close Support“ (CS), die mit einem 96-mm-Mörser ausgestattet war, welcher Rauchgeschosse abfeuerte. Diese erwiesen sich unter realen Bedingungen als unbrauchbar und die Besatzungen beeilten sich, sie durch HE-Granaten zu ersetzen. Der A13 Mk II (Cruiser Tank Mk IV) hatte eine stärkere Panzerung und einen überarbeiteten schrägen Turm und wurde bis Ende 1940 in Serie produziert.

## Technische Beschreibung
Der Mk III wog 14,2t, hatte eine vierköpfige Besatzung, einen 340 PS-Motor und eine Höchstgeschwindigkeit von 48 km/h und war mit einer 2-Pfünder-Kanone und einem 7,7-mm-Vickers-Maschinengewehr bewaffnet.

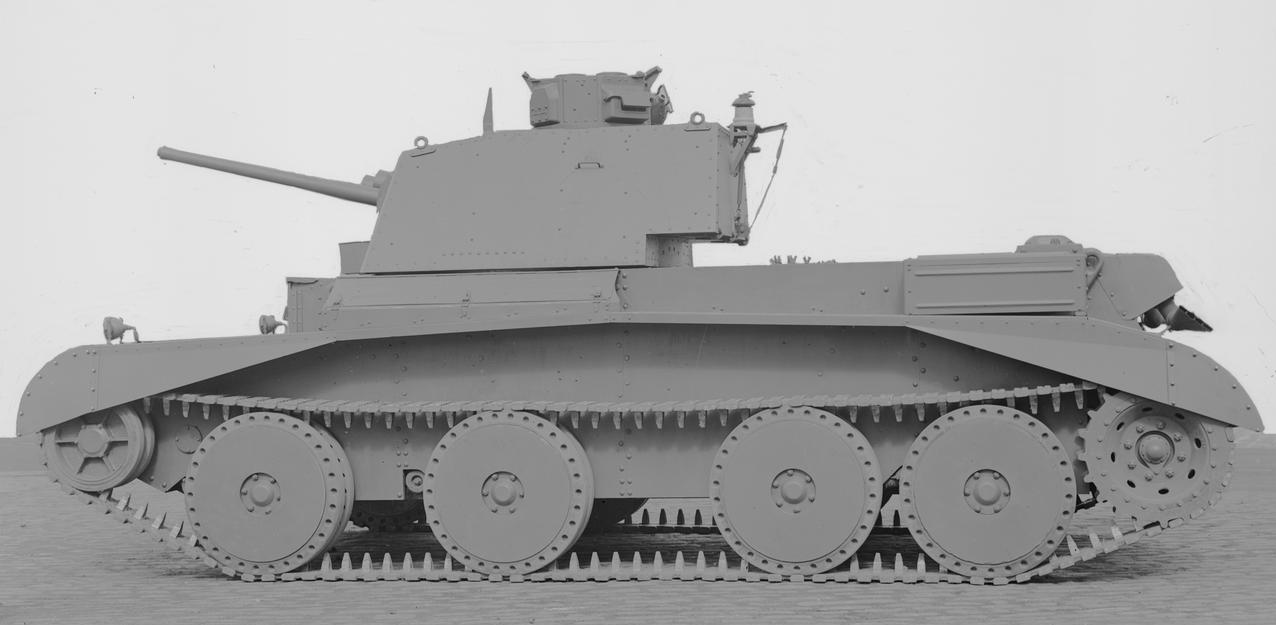
Tank, Cruiser, Mk III (A13 Mk I)

## Einsatz
Wie die meisten britischen Kreuzer-Panzer war der A13 zwar schnell, aber schwach gepanzert und als erstes Fahrzeug einer neuen Technologiereihe (Christie-Fahrwerk) mechanisch noch unzuverlässig. Als der Cruiser Tank 1937 in Dienst gestellt wurde, verfügte die britische Armee noch nicht über eine reguläre Panzerdivision.

### Frankreich 1940 / BEF
Als Teil des nach Frankreich entsandten Britischen Expeditionskorps war der Cruiser Tank Mark III Teil der 1st Armoured Division. Mit der 2nd Armoured Brigade oder der 3rd Armoured Brigade standen vor Beginn der Schlacht 143 Cruiser Tanks (verschiedener Modelle) zur Verfügung des BEF. Die meisten Mk III gingen jedoch sehr schnell verloren.
Einige wenige sollen in der Schlacht um Griechenland und im Afrikafeldzug eingesetzt gewesen sein, wo sie zur 7th Armoured Division gehörten. Vermutlich handelt es sich jedoch in Griechenland um Cruiser Tank Mk IV, da diese ebenfalls als A13 bezeichnet wurden, jedoch in der Variante Cruiser Tank Mk IV (A13 Mk II). Auch scheint fotografisch eine in der Literatur teilweise erwähnte Verwendung in Nordafrika nicht belegt zu sein. Möglicherweise liegt hier ein Missverständnis vor, da die zeitgenössischen, deutschen Quellen teilweise den Light Tank M3 Stuart Honey als Mk III bezeichnet und auch hier Cruiser Tank Mk IV (A13 Mk II) eingesetzt wurden.

### Verwendung bei der Wehrmacht
Nach der Schlacht um Frankreich und der britischen Evakuierung nach der Schlacht von Dünkirchen hatte die Wehrmacht zahlreiche Fahrzeuge der BEF im Beute-Bestand. Davon waren 158 Cruiser Tanks der Ausführungen Mk I, Mk II, Mk III und Mk IV. Von jedem Modell wurden einige für die Erprobung nach Kummersdorf geschickt und andere, je nach Zustand, in Beutepanzer-Einheiten organisiert.
Neun Panzerkampfwagen A13 (e) wurden an die Panzer-Abteilung (Flamm) 100 gegeben. Mit dieser Abteilung nahmen diese am Angriff auf die Sowjetunion teil. Doch bereits am 11. Juli 1941 waren alle Fahrzeuge als Totalverluste gemeldet. Somit dauerte der Einsatz an der Ostfront für diese Panzer nur knapp 3 Wochen.
In Griechenland kamen keine Mk III zum Einsatz und konnten deshalb auch nicht erbeutet werden.
Bei der Wehrmacht bekam der Cruiser Tank Mk III den formalen Namen Kreuzer-Panzerkampfwagen Mk III 743 (e).